# Liste der Monuments historiques in Saint-Georges-de-Gréhaigne
Die Liste der Monuments historiques in Saint-Georges-de-Gréhaigne führt die Monuments historiques in der französischen Gemeinde Saint-Georges-de-Gréhaigne auf.

## Liste der Bauwerke
| Bezeichnung       | Beschreibung                  | Standort | Kennzeichnung | Schutzstatus | Datum | Bild           |
| ----------------- | ----------------------------- | -------- | ------------- | ------------ | ----- | -------------- |
| Kirche St-Georges | Erbaut im 15./16. Jahrhundert | (Lage)   | PA00090778    | Inscrit      | 1926  | weitere Bilder |

## Liste der Objekte

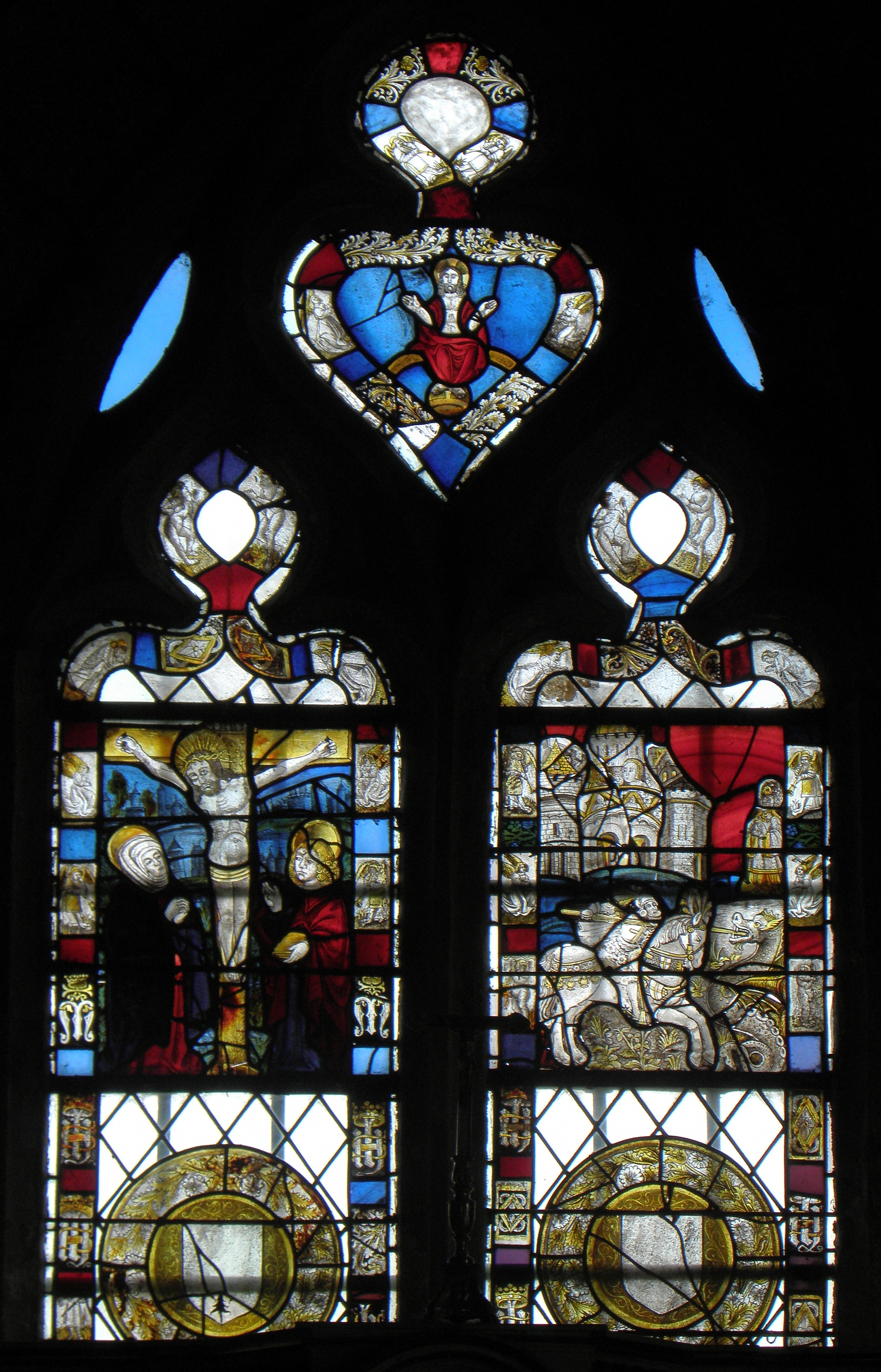
Bleiglasfenster mit Kreuzigung und Heiliger Georg (16. Jahrhundert) in der Kirche St-Georges

- Monuments historiques (Objekte) in Saint-Georges-de-Gréhaigne in der Base Palissy des französischen Kultusministeriums

Siehe auch: Kreuzigungsfenster (Saint-Georges-de-Gréhaigne)